# Guillermo Rigondeaux
Guillermo Rigondeaux Ortiz (ur. 30 września 1980 w La Prueba) – kubański bokser. Dwukrotny złoty medalista olimpijski. Były mistrz świata WBA i WBO w wadze super koguciej.

## Kariera amatorska
Jako amator walczył w wadze koguciej i na wiele lat zdominował tę kategorię wagową. Po raz pierwszy olimpijskie złoto zdobył w 2000 w Sydney, cztery lata później obronił tytuł. Dwa razy był mistrzem świata (2001 i 2005) i wielokrotnie mistrzem Kuby. Na ringu amatorskim stoczył 370 pojedynków, z czego przegrał zaledwie 12, a ostatnie 142 pojedynki wygrał po rząd, ani razu nie przegrywając.
Poza tym wywalczył złote medale: igrzysk dobrej woli w 2001, igrzysk panamerykańskich w 2003, mistrzostw obu Ameryk w 2005 oraz igrzysk Ameryki Środkowej i Karaibów w 2006 roku.

## Kariera zawodowa
W lipcu 2007 Rigondeaux wraz z Erislandym Larą uciekł z kubańskiej ekipy podczas Igrzysk Panamerykańskich w Rio de Janeiro. Wkrótce grupa Arena Box poinformowała, że podpisali z nią zawodowe kontrakty. Kilka tygodni później obaj pięściarze zostali jednak zatrzymani przez brazylijską policję i deportowani na Kubę.
W maju 2009 roku Rigondeaux zadebiutował na ringu zawodowym, pokonując przed czasem Juana Noriegę. Kilkadziesiąt dni później Kubańczyk podpisał kontrakt z cenionym szkoleniowcem Freddie Roachem. 
W swoim dziewiątym zawodowym pojedynku, 20 stycznia 2012 znokautował w szóstej rundzie Rico Ramosa, zdobywając pas WBA w wadze super koguciej.
19 lipca 2014 w Makau znokautował w pierwszej rundzie Tajlandczyka Sodo Kokietgyma.
31 grudnia 2014 w Osace, Kubańczyk obronił pasy WBO i WBA, wygrywając z Japończykiem Hisashim Amagasą (28-4-2) przez RTD w 11. rundzie.
9 grudnia 2017 roku w Madison Square Garden Theatre w Nowym Jorku przegrał przez techniczny nokaut z innym dwukrotnym złotym medalistą olimpijskim, Ukraińcem Wasylem Łomaczenko (10-1, 8 KO). Zdominowany przez swojego rywala, ostatecznie nie wyszedł do siódmej rundy.
14 sierpnia 2021 w Carson w walce o tytuł mistrza świata wagi koguciej federacji WBO przegrał z mistrzem John Riel Casimero (31-4, 21 KO). Sędziowie typowali: 115:113 Rigondeaux, 116:112 Casimero i 117:111 - stosunkiem głosów dwa do jednego na zwycięstwo Filipińczyka.

## Starty olimpijskie
Sydney 2000
- waga kogucia – złoto

 Ateny 2004
- waga kogucia – złoto